# トッカータとフーガヘ長調
トッカータとフーガ ヘ長調（トッカータとフーガヘちょうちょう）、BWV540は、ヨハン・セバスチャン・バッハによって書かれたオルガン作品であり、ヴァイマル時代またはライプツィヒ時代に書かれたと考えられる。

## 歴史
作曲された日付は定かではなく、2つの部分が別々に構成されており、トッカータのほうがより成熟した作品であるとさえ考えられている。しかし、ピーター・ウィリアムズは、2つの部分の感情が異なることは、作品全体が同じ時期に作曲されたという仮説に問題を来さないと説明している。このような「補完的な楽章」という概念はバッハが好んでいたものでもあり、フーガの見事な対位法とは対照的なトッカータの劇的な性質は単なる食い違いとして誤解されるべきではないと述べている。 ペダルパートの音域が広いため、トッカータは一点ヘ音までのペダルを持つヴァイセンフェルスのオルガンのために1713年頃に書かれた可能性がある。 

## 音楽

### トッカータ
トッカータは、ヘ長調の主音保続音上の大きな線形カノン（上記の最初の6小節）から始まる。その後カノンの旋律に基づいたペダルソロが続く。カノンは、ハ長調のドミナントでいくつかの変奏を伴って繰り返される。今度は手を入れ替え左手が右に進み、再び長いペダルソロが続く。2つの大きなカノンの展開はこの曲のの108小節を占めている。ペダルソロは60小節。コンチェルトは7つの部分から構造されている。カノンとペダルソロは、主調であるヘ長調から属調のハ長調への転調をもたらし、残りの部分は、コンチェルトの3パートの模倣や印象的な「プロトワルツ」とともに、主調への回帰を構成している。このような形式のパターンは、バッハ作品内でもユニークなものである。
ヘルマン・ケラーは、その歓喜を次のように表現している。「冒頭の2声カノンによる直線的な構成、ペダルソロの誇らしげな落ち着き、突き刺すような和音の一撃、3つの短調主題の内面性、有名な七の和音の第三転回形での終わりの素晴らしさ、これに魅了されない人がいるだろうか？」 
前奏曲としてのトッカータは、前奏曲とフーガという形式のバッハのすべての作品の中でも割合として最大のものである。それはしばしばフーガを省略した小品としても扱われる。トッカータのリズムはパスピエやミュゼットを思わせるが、その堂々とした音階はこれらの特徴を裏付けていない。
和声的な冒険性もない。2度目のペダルソロの45小節後に、ナポリの六度の第三転回形で一見セカンダリードミナントに解決する属和音がある。特に、主音は半音階で半進行し外側の長九度に移動し、低音は半音下降し予想される五度からかけ離れた動きをしている。バッハはこの強力な偽終止を作品に3度使用しているが、これが慣用的になるのはショパンやチャイコフスキーの頃になってからである。

### フーガ
フーガの第一主題（上記のテノール、アルト、ソプラノの各声部の入りの部分）は、半音階で装飾的である。第二主題では転調が多用され、最初は第一主題の対主題としても提示される。フーガはバッハ独特の徹底的なダブルフーガであり、2つの主題が別々のセクションで表れたのちに結合されている。この効果は、第二主題のリズムが活発になることと、フーガの最後のセクションで転調が頻繁に用いられることで強化されている。
ペダルソロと手鍵盤の妙技を備えたヘ長調トッカータの華麗さは、フーガのやや地味な冒頭とはと対照的である。トッカータでは運動的なリズムと連続したパッセージ、フーガでは半音階や和声の掛留、主題と答えの途切れることのない連続などの伝統的な2⁄2拍子の対位法が用いられているが、どちらもイタリアの影響力の2つの多様な側面を表している。これらの手法は、トッカータとフーガ「ドリア調」BWV538で使用されているものと非常によく似ている。